# Пике (текстиль)

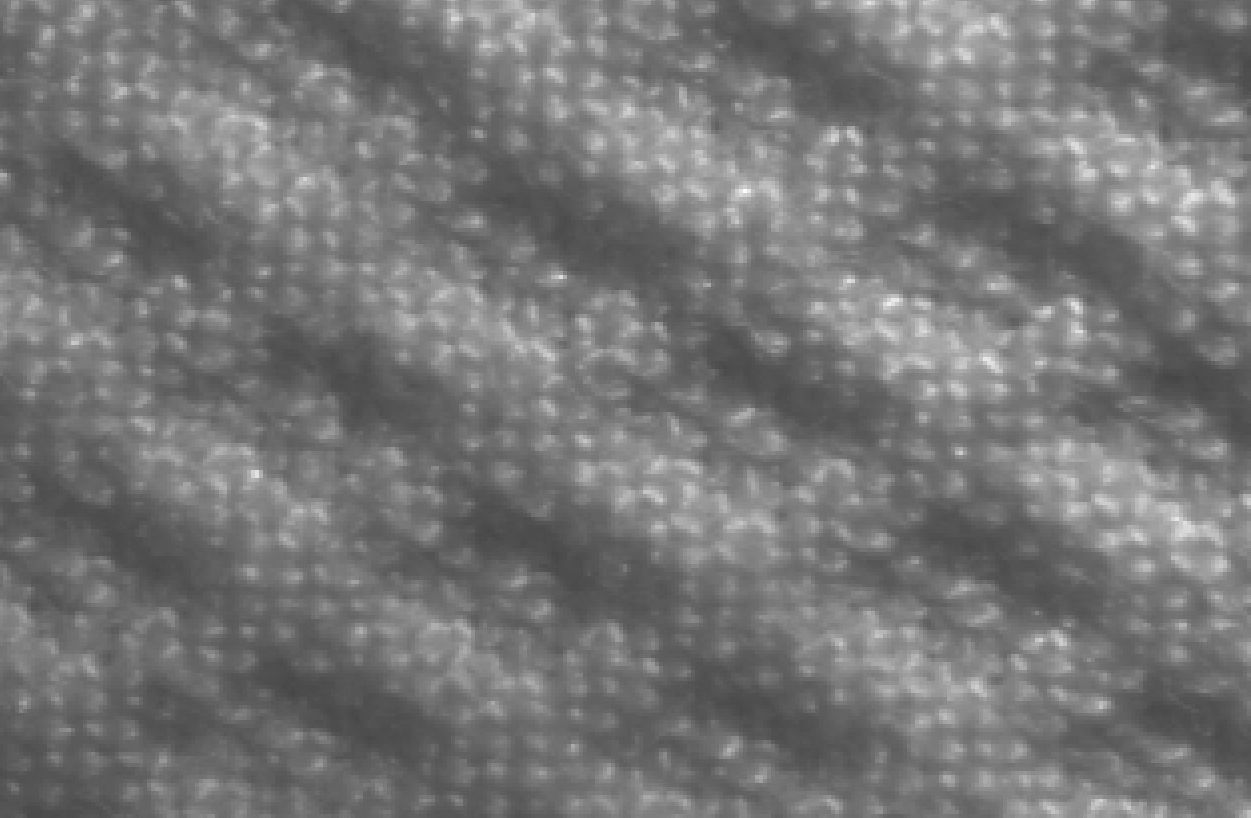
Пикейная ткань под микроскопом

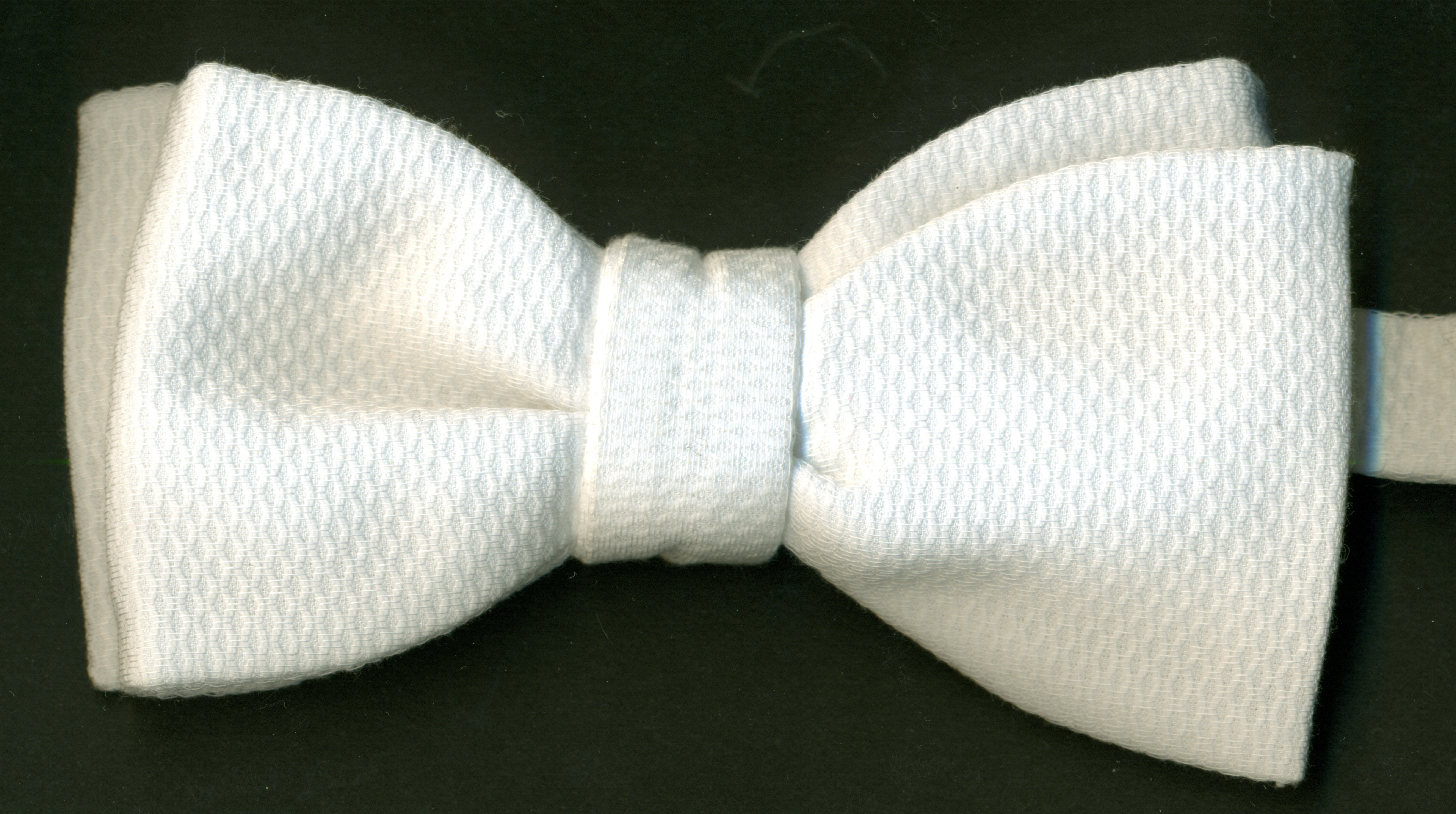
Галстук-бабочка из пикейной ткани

Пике́ (фр. piqué ← piquer «пристёгивать, прострачивать <материю>») — текстиль, трикотажное полотно, вырабатываемое из хлопчатобумажной пряжи или химических волокон сложным переплетением.
Плотная хлопчатобумажная ткань в два утка с рельефными поперечными рубчиками или реже выпуклыми геометрическими узорами на лицевой стороне. Узор обычно бывает мелкий, несложный (ромбы, квадратики, соты), полоска практически не встречается. В наше время выпускается также пике с основными рубчиками различной толщины. Разновидностью пике является вафельная ткань.
Ткань прочная, маломнущаяся, хорошо переносит стирку в машине. После стирки требует подкрахмаливания. Пике поступает в продажу преимущественно в отбелённом виде, но бывает цветным или с набивным рисунком.
Из хлопчатобумажного пике шьют летние платья, костюмы, летние шляпы, детскую одежду, бельё. Также идёт на отделку, воротнички и тому подобные цели. Пике из искусственного шёлка выпускается с продольными рубчиками на лицевой стороне. Оно используется только как плательная ткань.
Французское трикотажное пике стало популярным по всему миру, когда из него стали изготавливать рубашки-поло.
Детское пике — утолщённое хлопчатобумажное пике с лёгким начёсом на изнанке. Используется для пошива детской одежды и покрывал.
Пике-бумазея — пике с плотным начёсом на изнаночной стороне.

## Основные свойства
- малая степень сминаемости
- высокая прочность
- долговечность
- хорошая гигроскопичность
- воздухопроницаемость
- лёгкий уход

## Уход за изделиями
Основные правила ухода:
- машинная стирка с использованием синтетических моющих средств;
- лёгкое подкрахмаливание после стирки рекомендовано жестким тканям;
- глажка в соответствующем режиме (согласно пометке на этикетке);
- при необходимости не возбраняется использование пятновыводителя щадящего действия;
- сушка в обычном режиме и машинная сушка;
- для изделий с рыхлой структурой переплетений возможна горизонтальная сушка.